# Каминская, Слава Витальевна
Сла́ва Вита́льевна Ками́нская (укр. Слава Віталіївна Камінська; девичья фамилия — Кузнецо́ва; род. 16 июля 1984, Одесса, Украинская ССР) — украинская певица, участница женской поп-группы «НеАнгелы» (2006—2021), дизайнер и инста-блогер.

## Биография
Родилась в Одессе 16 июля 1984 года. В детстве занималась вокалом и акробатикой. После окончания школы поступила в Киевский национальный университет культуры и искусств, где получила диплом преподавателя по вокалу.
После окончания университета участвовала в реалити-шоу «Остров искушений» (2005) вместе с Андреем Скориным, с которым училась в Киевском национальном университете культуры и искусств. Вместе с Андреем она также приняла участие в телепроекте «Народный артист-2».

### Личная жизнь
27 июня 2012 года Слава вышла замуж за киевского бизнесмена Евгения. Спустя год пара объявила о разводе.
16 июля 2014 года Слава вышла замуж за пластического хирурга Эдгара Каминского и взяла его фамилию. 12 декабря 2014 года у пары родился сын Леонард, а 6 декабря 2015 года — дочь Лаура. 1 июля 2019 года пара развелась.

## Творчество

### Участие в группе «НеАнгелы»
16 июля 2006 года продюсер Юрий Никитин создал женскую поп-группу «НеАнгелы», для участия в которой были отобраны Слава и Виктория. Дебютным синглом группы стала песня «Ты из тех самых», а уже в декабре группа выпустила свой дебютный альбом «Номер один», который разошёлся тиражом в 50 000 экземпляров и стал «Золотым диском». В августе 2008 года группа презентовала клип с победительницей «Евровидения-1998» Dana International на песню «I Need Your Love».
Весной 2013 года группа участвовала в украинском отборе на Евровидение-2013 с песней «Courageous», которую для них написал Александр Бард — участник и основатель проектов Army of Lovers, Vacuum, Gravitonas, BWO (Bodies Without Organs). 31 мая того же года состоялся первый сольный концерт группы в честь своего седьмого дня рождения. В сентябре вышел второй альбом группы «Роман», который с первой недели занял лидирующие места на сервисе iTunes. В том же году коллектив представил песню «Сирень», записанную дуэтом с группой A-Dessa. В феврале 2015 года группа отправилась в концертный тур «DANCE ROMANCE TOUR», после чего в мае-июне проехалась по городам Украины с большим туром «РОМАН» c расширенной музыкальной программой в сопровождении музыкантов, игравших «вживую».
В 2016 году «НеАнгелы» приняли участие в национальном отборе Украины для Евровидения-2016 с песней «Higher», но в финале отбора не набрали достаточного количества голосов, чтобы представлять страну на конкурсе. 12 мая того же года в киевском Дворце Спорта на концерта, посвящённом десятилетию группы, состоялась презентация альбома «Сердце». В поддержку альбома группа отправилась в масштабный всеукраинский тур «СЕРДЦЕ». Осенью состоялась премьера сингла и видеоклипа «Серёжа». Весной 2017 года группа презентовала песню «Точки», а 10 октября отправилась в тур по 25 городам Украины «SLAVAVICTORIA». 20 октября состоялась премьера сингла «Это любовь».
В марте 2021 года в эфире телеканала «1+1» Слава Каминская объявила о распаде коллектива. Решение было обоюдным и исходило как от участниц группы, так и от продюсера.

### Сольная карьера
В 2016 году Слава на киевском концерте во Дворце Спорта в рамках тура «СЕРДЦЕ» Слава представила песню «Скучаю», автором которой стала Алёна Мельник. 25 сентября Слава объявила о сольной карьере и представила песню «Хорошо», написанную Артёмом Ивановым.
В марте 2021 года, после распада группы «НеАнгелы», Слава анонсировала выпуск сольной композиции «911» и вскоре представила клип на эту песню. 28 мая певица выпустила сингл и клип «Slava Bogu»; режиссёром видео выступил Сергей Ткаченко. 24 сентября Слава Каминская представила украиноязычную композицию «Подзвони». В декабре исполнительница выпустила трек под названием «Абьюзер».
28 января 2022 года Слава представила композицию «Имя твоё», которую написал Юрий Лемчук, ранее сотрудничавший с группой «НеАнгелы». 11 февраля состоялся релиз одноимённого альбома, в который вошли семь треков.

### Телевизионные проекты
В 2018 году Слава Каминская стала участницей проекта «Танцы со звёздами» на телеканале 1+1. Партнёром певицы стал победитель 2017 года Игорь Кузьменко. Накануне старта шоу во время одной из репетиций Слава получила травму спины, которая не позволила ей выйти на паркет. Официальный диагноз — перелом двух позвоночных отростков. Во втором прямом эфире Слава Каминская исполнила песню «Скучаю», после чего покинула проект.
В 2020 году Слава участвует в проекте повторно. Её партнёром стал танцор Дмитрий Дикусар. Пара покинула проект в третьем эфире.

### Карьера в кино
Летом 2018 года Слава приняла участие в съемках украинской кинокомедии «Продюсер». По сюжету она сыграет директора кинокомпании — неприступную леди-босс. Премьера фильма на широких экранах состоялась 14 февраля 2019 года.
13 февраля 2020 года на экраны вышла кинокомедия «Голая правда» с участием Славы Каминской.

## Дискография

### Альбомы
НЕАНГЕЛЫ
| №   | Название              | Длительность |
| --- | --------------------- | ------------ |
| 1.  | «Ты из тех самых»     | 3:18         |
| 2.  | «Танцуй со мной»      | 3:31         |
| 3.  | «Я знаю, это ты»      | 3:33         |
| 4.  | «Только люби»         | 3:59         |
| 5.  | «Диско»               | 3:38         |
| 6.  | «Сто одиноких свечей» | 3:28         |
| 7.  | «Перелётные птицы»    | 3:39         |
| 8.  | «Прощай, любимый мой» | 3:36         |
| 9.  | «Чарами»              | 3:38         |
| 10. | «Boy»                 | 2:54         |
| 11. | «Юра, прощай»         | 3:38         |

| №   | Название                 | Длительность |
| --- | ------------------------ | ------------ |
| 1.  | «По клеточкам»           | 3:46         |
| 2.  | «Твоя»                   | 3:32         |
| 3.  | «Киев-Москва»            | 3:24         |
| 4.  | «Красная Шапочка»        | 2:53         |
| 5.  | «Роман»                  | 4:11         |
| 6.  | «Только бы ты был»       | 3:05         |
| 7.  | «Убей меня»              | 3:29         |
| 8.  | «Играть с любовью»       | 2:31         |
| 9.  | «Отпусти»                | 4:05         |
| 10. | «Сирень (Feat. A-DESSA)» | 3:27         |
| 11. | «Просто скажи»           | 3:23         |

| №   | Название                                       | Длительность |
| --- | ---------------------------------------------- | ------------ |
| 1.  | «Higher»                                       | 3:00         |
| 2.  | «По клеточкам»                                 | 3:46         |
| 3.  | «Твоя»                                         | 3:32         |
| 4.  | «Ты из тех самых»                              | 3:20         |
| 5.  | «Сердце»                                       | 4:05         |
| 6.  | «Ревную»                                       | 3:29         |
| 7.  | «Я так скучаю»                                 | 3:28         |
| 8.  | «Роман (Acoustic Version)»                     | 4:08         |
| 9.  | «Знаешь»                                       | 3:21         |
| 10. | «Юра, прощай»                                  | 3:39         |
| 11. | «Отпусти»                                      | 4:05         |
| 12. | «Сирень (feat. A-Dessa) (remix)»               | 3:21         |
| 13. | «Я знаю, это ты»                               | 3:33         |
| 14. | «I need a man (I need your love Version 2015)» | 3:21         |
| 15. | «С днём рождения»                              | 3:12         |

SLAVA KAMINSKA
| №  | Название                  | Длительность |
| -- | ------------------------- | ------------ |
| 1. | «Уходить необходимо»      | 2:58         |
| 2. | «Не трать моё время»      | 2:18         |
| 3. | «Рай»                     | 3:02         |
| 4. | «Имя твоё»                | 3:55         |
| 5. | «Пополам»                 | 3:38         |
| 6. | «Должен поверить»         | 3:05         |
| 7. | «Должен поверить» (Piano) | 3:40         |

### Синглы
Сольно
- 2016 — Скучаю
- 2017 — Хорошо Архивная копия от 30 сентября 2017 на Wayback Machine
- 2021 — 911 Архивная копия от 3 февраля 2022 на Wayback Machine
- 2021 — Slava Bogu Архивная копия от 3 февраля 2022 на Wayback Machine
- 2021 — Подзвони Архивная копия от 3 февраля 2022 на Wayback Machine
- 2021 — Абьюзер Архивная копия от 3 февраля 2022 на Wayback Machine
- 2022 — Имя твоё Архивная копия от 3 февраля 2022 на Wayback Machine
- 2022 — Додому
- 2022 — Божевільна[25]
- 2023 — Обіцяю (совместно с Александром Тесленко)[26]

## Видеография
| Год                         | Клип                                          | Режиссёр                                        |                             |
| В составе группы «НеАнгелы» | В составе группы «НеАнгелы»                   | В составе группы «НеАнгелы»                     | В составе группы «НеАнгелы» |
| --------------------------- | --------------------------------------------- | ----------------------------------------------- | --------------------------- |
| 2006                        | «Ты из тех самых»                             | Александр Игудин                                |                             |
| 2006                        | «Юра, прости»                                 | Александр Филатович                             |                             |
| 2007                        | «Boy»                                         | Евгений Тимохин                                 |                             |
| 2007                        | «Я знаю, это ты»                              | Алан Бадоев                                     |                             |
| 2008                        | «Шуры-муры»                                   | Семён Горов                                     |                             |
| 2008                        | «I Need Your Love» (feat. Dana International) | Виктор Скуратовский                             |                             |
| 2009                        | «Красная шапочка»                             | Александр Филатович                             |                             |
| 2010                        | «Отпусти»                                     | Алан Бадоев                                     |                             |
| 2010                        | «Убей меня»                                   | Сергей Ткаченко                                 |                             |
| 2011                        | «Только бы ты был»                            | Дмитрий Перетрутов                              |                             |
| 2011                        | «Киев-Москва»                                 | Сергей Ткаченко                                 |                             |
| 2012                        | «Твоя»                                        | Сергей Ткаченко                                 |                             |
| 2012                        | «Сирень» (feat. A-Dessa)                      | Олег Борщевский                                 |                             |
| 2013                        | «Роман»                                       | Семён Горов                                     |                             |
| 2013                        | «По клеточкам»                                | Тарас Воробец                                   |                             |
| 2014                        | «Знаешь»                                      | Сергей Ткаченко                                 |                             |
| 2015                        | «Сердце»                                      | Сергей Ткаченко                                 |                             |
| 2016                        | «Ты летилетили»                               | Сергей Ткаченко, Val Voronenko, Виталий Правдин |                             |
| 2016                        | «Серёжа»                                      | Сергей Ткаченко                                 |                             |
| 2017                        | «Точки»                                       | Сергей Ткаченко                                 |                             |
| 2017                        | «Это любовь»                                  | Сергей Ткаченко                                 |                             |
| 2018                        | «SlavaVictoria»                               | PicOi! live production                          |                             |
| 2019                        | «Удары»                                       | Сергей Ткаченко                                 |                             |
| 2020                        | «Любовь» (Official live video)                | нет данных                                      |                             |
| Сольная карьера             |                                               |                                                 |                             |
| 2021                        | «911» (Mood video)                            | Val Voronenko                                   |                             |
| 2021                        | «Slava Bogu»                                  | Сергей Ткаченко                                 |                             |
| 2022                        | «Додому»                                      | Kristina Petrochuk, Anna Bloom                  |                             |

## Фильмография
| Год  |   | Русское название | Оригинальное название | Роль              |
| ---- | - | ---------------- | --------------------- | ----------------- |
| 2019 | ф | Продюсер         | Продюсер              | Директор компании |
| 2020 | ф | Голая правда     | Гола правда           | Света             |

## Признание

### Награды
НЕАНГЕЛЫ
| Год  | Премия                      | Категория                                   | Результат |
| ---- | --------------------------- | ------------------------------------------- | --------- |
| 2006 | Радио «Шарманка»            | «Золотая шарманка» (за песню «Юра, прости») | Победа    |
| 2006 | Песня года телеканала Интер | «Песня года» (за песню «Юра, прости»)       | Победа    |
| 2013 | Песня года телеканала Интер | «Песня года» (за песню «Роман»)             | Победа    |
| 2014 | YUNA                        | «Лучшая группа»                             | Номинация |
| 2015 | YUNA                        | «Лучшая группа»                             | Номинация |
| 2017 | Музыкальная Платформа       | за песню «Серёжа»                           | Победа    |

SLAVA KAMINSKA
| Год  | Премия                | Категория             | Результат |
| ---- | --------------------- | --------------------- | --------- |
| 2021 | Музыкальная платформа | за песню «Slava Bogu» | Победа    |

### Чарты
НЕАНГЕЛЫ
| Год  | Название                                      | Чарты                               | Чарты                              | Чарты                                       | Чарты                               | Чарты                             | Чарты                           | Чарты                               | Альбом     |
| Год  | Название                                      | Россия и СНГ (TopHit Общий Топ-100) | Россия (TopHit Московский Топ-100) | Россия (TopHit Санкт-Петербургский Топ-100) | Украина (TopHit Украинский Топ-100) | Украина (TopHit Киевский Топ-100) | Радиочарт по заявкам TopHit 200 | Россия и СНГ (TopHit Общий годовой) | Альбом     |
| ---- | --------------------------------------------- | ----------------------------------- | ---------------------------------- | ------------------------------------------- | ----------------------------------- | --------------------------------- | ------------------------------- | ----------------------------------- | ---------- |
| 2006 | «Ты из тех самых»                             | 158                                 | -                                  | -                                           | 80                                  | 168                               | 104                             | -                                   | Номер один |
| 2006 | «Юра, прости»                                 | 100                                 | -                                  | -                                           | 52                                  | 225                               | 54                              | -                                   | Номер один |
| 2007 | «Я знаю, это ты»                              | 256                                 | -                                  | -                                           | 142                                 | 202                               | 302                             | -                                   | Номер один |
| 2008 | «I Need Your Love» (feat. Dana International) | -                                   | -                                  | -                                           | -                                   | 85                                | -                               | -                                   | TBA        |
| 2009 | «Красная шапочка»                             | -                                   | -                                  | -                                           | -                                   | 38                                | -                               | -                                   | Роман      |
| 2010 | «Отпусти»                                     | 74                                  | -                                  | -                                           | 161                                 | 12                                | -                               | -                                   | Роман      |
| 2011 | «Только бы ты был»                            | 209                                 | -                                  | -                                           | 116                                 | 174                               | 187                             | -                                   | Роман      |
| 2011 | «Киев-Москва»                                 | 104                                 | -                                  | -                                           | 40                                  | 54                                | -                               | -                                   | Роман      |
| 2012 | «Твоя»                                        | 84                                  | 137                                | -                                           | 2                                   | 3                                 | 76                              | -                                   | Роман      |
| 2012 | «Сирень» (feat. A-Dessa)                      | 61                                  | 136                                | -                                           | 3                                   | 5                                 | 15                              | -                                   | Роман      |
| 2013 | «Роман»                                       | 52                                  | 127                                | -                                           | 2                                   | 1                                 | 64                              | -                                   | Роман      |
| 2013 | «По клеточкам»                                | 133                                 | -                                  | -                                           | 47                                  | 27                                | 46                              | -                                   | Роман      |
| 2014 | «Знаешь»                                      | 75                                  | -                                  | -                                           | 1                                   | 1                                 | 26                              | -                                   | Сердце     |
| 2015 | «Сердце»                                      | -                                   | -                                  | -                                           | -                                   | 38                                | -                               | -                                   | Сердце     |
| 2016 | «Серёжа»                                      | 153                                 | -                                  | -                                           | -                                   | -                                 | 143                             | -                                   | TBA        |